# Ḩalāf-e Do
Ḩalāf-e Do (persiska: حلاف دو) är en ort i Iran.   Den ligger i provinsen Khuzestan, i den centrala delen av landet, 500 km sydväst om huvudstaden Teheran. Ḩalāf-e Do ligger 28 meter över havet och antalet invånare är 319.
Terrängen runt Ḩalāf-e Do är mycket platt. Runt Ḩalāf-e Do är det ganska tätbefolkat, med 144 invånare per kvadratkilometer. Närmaste större samhälle är Ḩamīdīyeh, 13,7 km sydväst om Ḩalāf-e Do. Omgivningarna runt Ḩalāf-e Do är i huvudsak ett öppet busklandskap.